# Sergi Martínez Costa
Sergi Martínez Costa (Rubí, 10 de mayo de 1999) es un jugador de baloncesto español que pertenece a la plantilla del Bàsquet Girona de la Liga ACB, cedido por el FC Barcelona. Con 2,02 metros juega en la posición de alero.

## Carrera deportiva

### Inicios
Sergi comenzó a jugar al baloncesto a los nueve años cuando sus padres le animaron a iniciarse en el deporte de la canasta una vez vieron sus aptitudes físicas, a pesar de que al principio Sergi se identificaba más con el fútbol, muy pronto abandonaría el CEB Sant Jordi para llegar a la estructura del FC Barcelona.
Ya en la temporada 2015-16, disputaría 7 partidos con el FC Barcelona B en la Liga LEB Oro.

### Profesional

#### FC Barcelona
En la temporada 2016/17 forma parte del filial del  FC Barcelona B, que juega en LEB Oro, alternando algunos minutos en el primer equipo de la Liga ACB.
Con la llegada de Šarūnas Jasikevičius al banquillo del primer equipo para la temporada 2020-2021, se confirmó que tendría ficha con el filial, pero que entraría en la dinámica del primer equipo. En la jornada 4 de la Liga ACB frente al Acunsa GBC, firmó su mejor actuación hasta la fecha, consiguiendo 10 puntos y 17 de valoración siendo sus máximos. Días más tarde, se produjo su debut en un clásico frente al Real Madrid en la jornada 5 de la Euroliga 2020-21. En ese partido, Sergi Martínez anotó 7 puntos y capturó 9 rebotes, siendo uno de los más valorados en la victoria del conjunto azulgrana. En enero de 2021, fue el jugador que más minutos disputó del Barça en la ACB, promediando 23,5 minutos por encuentro. Viajó con el primer equipo a la Copa del Rey, donde finalmente el Barcelona se haría con el título, a pesar de no disputar minutos.
Tras finalizar la temporada 2020-21, renovó su contrato con el FC Barcelona hasta el 2024.
A inicios de la temporada 2022-23, se operó del tendón rotuliano de la rodilla izquierda, con un tiempo de baja aproximada de cuatro meses. Reapareció en competición el 9 de febrero de 2023, en la jornada 24 de la Euroliga, disputando más de 10 minutos en la victoria a domicilio frente a la Virtus Bolonia. Tres días después, reapareció en la Liga ACB, anotando 5 puntos frente al Club Baloncesto Breogán.
El 13 de julio de 2023, se marcha en calidad de cedido por el Bàsquet Girona de la Liga ACB, hasta el final de la temporada.

#### Bàsquet Girona
En la jornada 12 de la Liga ACB 2023-24, consiguió un doble-doble de 10 puntos y 10 rebotes, acumulando un total de 19 de valoración, siendo su nuevo máximo en la competición nacional.

### Selección nacional
Ha sido internacional con España desde la categoría Sub-16, pasando por las categorías de Sub-17 y Sub-18. En el Campeonato Mundial de Baloncesto Sub-17 de 2016 celebrado en Zaragoza, fue incluido en el Quinteto Ideal del torneo, finalizando España en 4ª posición. Sergi Martínez lideró a España en la mayoría de estadísticas, finalizando 4º en puntos por partido y 2º en rebotes de todo el campeonato.
Su primera convocatoria con la selección de España absoluta fue en los partidos preparatorios en junio de 2021, de cara a la preparación de los Juegos Olímpicos de Tokio. Debutó frente a Irán y volvió a repetir días después frente a la misma selección en el WiZink Center. Tras los dos primeros partidos, fue el primer descarte de Sergio Scariolo junto con Sebas Saiz.

## Logros y reconocimientos

### FC Barcelona
- Liga ACB (2): 2021, 2023
- Copa del Rey (2): 2021,  2022.

### Selección nacional
- Medalla de bronce en el Europeo Sub-16 de 2014 en Letonia.
- Medalla de plata en el Europeo Sub-20 de 2019 en Israel.

### Categorías inferiores
- Campeonato de España Cadete (1): 2013-14
- Campeonato de España Cadete de Selecciones (1): 2014-15
- Campeonato de España Junior (1): 2015-16

### Consideraciones individuales
- Mejor Quinteto del Mundial Sub-17 (1): 2016
- Mejor Quinteto del Europeo Sub-18 (1): 2017

## Estadísticas

### Liga ACB
Actualizado a final de temporada 2020-21.
| Temporada | Equipo       | PJ | PT | MPP  | 2P%  | 3P%  | TL%  | RPP | APP | ROB | TPP | PPP | VPP  |
| --------- | ------------ | -- | -- | ---- | ---- | ---- | ---- | --- | --- | --- | --- | --- | ---- |
| 2019-20   | FC Barcelona | 2  | 0  | 3.5  | .000 | .000 | .000 | 0.0 | 0.0 | 0.0 | .0  | 0.0 | -0.5 |
| 2020-21   | FC Barcelona | 26 | 8  | 15.2 | .481 | .320 | .786 | 3.0 | .7  | .5  | .2  | 3.7 | 4.8  |
| 2021-22   | FC Barcelona | 31 | 3  | 15.2 | .384 | .324 | .722 | 2.6 | .4  | .4  | .1  | 2.4 | 2.6  |
| Total     | Total        | 60 | 11 | 14.7 | .443 | .317 | .761 | 2.7 | .5  | .4  | .1  | 2.8 | 3.4  |